# Nicolai Tangen
Nicolai Tangen (Kristiansand, 10 de agosto de 1966) es un gestor de fondos de cobertura noruego. Se le atribuye la mayor colección privada de arte nórdico modernista del mundo. Tangen promueve iniciativas relacionadas con el arte y la educación a través de la AKO Foundation.
En 2019, se situó en sexto lugar en The Sunday Times Giving List, que posiciona a los filántropos británicos en función de la parte proporcional de su fortuna personal que estos donan anualmente. La Lista de ricos del Sunday Times de 2020 estimó el patrimonio neto de Tangen en £550 millones, con un incremento de £50 millones respecto al año anterior.
Su nombramiento como director ejecutivo (CEO) de Norges Bank Investment Management en 2020, encargado de gestionar el Fondo de Pensiones del Gobierno de Noruega (Statens Pensjonsfond Utland), generó mucha polémica; algunas fuentes lo describieron como «la mayor crisis en los 24 años de historia del fondo».

## Formación
Tangen recibió adiestramiento en interrogatorios y traducción en el Servicio de Inteligencia de Noruega, tras de lo cual cursó estudios de grado en la Norwegian School of Economics y en la Escuela de negocios Wharton durante 1988-92.
Realizó estudios de posgrado en historia del arte por el Instituto de Arte Courtauld y en psicología social por la London School of Economics. También recibió formación como cocinero.

## Carrera profesional
Tangen trabajó como analista en Cazenove & Co. para, posteriormente, fichar por Egerton Capital en 1997.
Tras abandonar Egerton Capital en 2002, en 2005 fundó AKO Capital, un fondo de cobertura con sede en Londres que gestiona £10.8 billones en activos.
The Sunday Times posicionó a Tangen entre los 20 gestores de hedge fund más exitosos del Reino Unido en su lista de millonarios de 2018.
En marzo de 2020 se anunció que Tangen asumiría el relevo de Yngve Slyngstad como CEO de Norges Bank Investment Management para septiembre de 2020. Se convertiría, así, en el máximo responsable de inversiones del Fondo de Pensiones del Gobierno de Noruega, el fondo soberano más grande del mundo. Su nombramiento levantó mucha controversia debido a las circunstancias que acompañaron a su elección. El comité de finanzas del Parlamento de Noruega solicitó por unanimidad la intervención del ministro de finanzas, para asegurarse de que no se incurría en un conflicto de intereses. A raíz de la polémica, Tangen decidió desprenderse de AKO Capital y transferir los activos y la titularidad a la organización benéfica AKO Foundation. Además, inició el traspaso de su fortuna personal a la cuenta de un banco noruego, para satisfacer las peticiones de la clase política y poder así incorporarse como CEO en septiembre de 2020.

## Filántropo

### AKO Foundation
Tangen constituyó AKO Foundation en abril de 2013, organización sin ánimo de lucro dedicada a la educación y las artes. AKO Foundation ha donado fondos a la Jamie Oliver Food Foundation, Teach First, la London School of Economics, la Escuela de negocios Wharton y el Instituto de Arte Courtauld.
The Sunday Times informaba en mayo de 2019 de que Tangen había donado más de £100 millones a través de su fundación para proyectos educativos y artísticos.

### Museo Kunstsilo
Tangen tiene previsto donar su colección de arte nórdico a una fundación de Noruega en el marco de un nuevo proyecto para su ciudad natal, Kristiansand. Para ello, ha promovido la transformación de un silo de grano en un nuevo museo, el Museo Kunstsilo, que se espera que esté finalizado en 2021.

### Escuela de negocios Wharton
En octubre de 2018, Tangen y su esposa Katja donaron $25 millones a la Universidad de Pennsylvania por medio de AKO Foundation. Los fondos se emplearían en crear un nuevo edificio en el campus, bautizado como Tangen Hall, y establecer un fondo internacional para becas.
Tangen ha beneficiado, desde 2012, a 22 alumnos de la Universidad de Pennsylvania mediante becas al estudio. Pertenece, a su vez, a la Junta de Supervisores de Wharton.

### Exposición Edvard Munch
Tangen ha patrocinado la exposición dedicada a Munch en el British Museum de Londres, que ha sido la mayor exposición del pintor noruego Edvard Munch en el Reino Unido de los últimos cincuenta años. La muestra se abrió al público en abril de 2019.

## Vida privada
Tangen es oriundo de Kristiansand, en Noruega. Está casado con Katja y ambos son padres de tres niños.
En mayo de 2019 se hizo público que Tangen y su esposa Katja se habían unido a la iniciativa The Giving Pledge, por la que se comprometían a dedicar, durante el resto de sus vidas o mediante testamento, al menos la mitad de su patrimonio a causas benéficas.